# دانشکده پرستاری و مامایی حضرت فاطمه شیراز
دانشکده پرستاری و مامایی حضرت فاطمه شیراز این دانشکده نخست در سال ۱۳۳۲ بنام آموزشگاه عالی پرستاری نمازی نامیده و در زمینی به مساحت ۱۵۰۰۰ مربع و با زیربنای ۵۲۴۶ متر مربع بنا گردید. دانشجویان از بدو تأسیس با گذراندن سه سال کامل، اصول پرستاری عمومی را فرا می‌گرفتند و با مدرک لیسانس پرستاری فارغ‌التحصیل می‌شدند. ازسال ۱۳۵۶ در این مرکز برنامه کاردانی پرستاری (فوق دیپلم) نیز شروع گردید. پس از انقلاب اسلامی، برنامه سه ساله پرستاری درسال ۱۳۵۸ خاتمه یافت و برنامه‌های کارشناسی (لیسانس) و کاردانی (فوق دیپلم) افزوده بر برنامه لیسانس تکمیلی (بی – اس سابق) برنامه‌های آموزش مرکز آموزش پرستاری را تشکیل دادند.

## رشته‌های دانشکده
پذیرش دانشجو در این دانشکده در رشته‌های پرستاری، اتاق عمل، مامایی، فوریت‌های پزشکی و هوشبری از طریق کنکور هر ساله انجام می‌گیرد.
| رشته           | کارشناسی | ارشد                                                                | دکترا |
| -------------- | -------- | ------------------------------------------------------------------- | ----- |
| پرستاری        | دارد     | آموزش پرستاری داخلی جراحی آموزش بهداشت جامعه پرستاری مراقبت‌های ویژه | دارد  |
| مامایی         | دارد     | آموزش مامایی بهداشت مادر و کودک                                     | ندارد |
| اتاق عمل       | دارد     | ندارد                                                               | ندارد |
| هوشبری         | دارد     | دارد                                                                | ندارد |
| فوریت‌های پزشکی | دارد     | ندارد                                                               | ندارد |

## امکانات آموزشی و پژوهشی
- کتابخانه
- سایت کامپیوتر
- مرکز مهارت‌های بالینی (پراتیک)
- امکانات ورزشی: دانشکده دارای زمین اختصاصی ورزشی به مساحت ۳۲۲ مترمربع و نیز یک سالن ورزشی سرپوشیده به مساحت ۶۰ متر مربع می‌باشد.